# Olympische Sommerspiele 2012/Teilnehmer (Südkorea)
| Gelbes Symbol für Goldmedaillen mit stilisierten Olympischen Ringen | Graues Symbol für Silbermedaillen mit stilisierten Olympischen Ringen | Braundes Symbol für Bronzemedaillen mit stilisierten Olympischen Ringen |
| ------------------------------------------------------------------- | --------------------------------------------------------------------- | ----------------------------------------------------------------------- |
| 13                                                                  | 9                                                                     | 9                                                                       |

Südkorea nahm in London an den Olympischen Spielen 2012 teil. Es war die insgesamt 17. Teilnahme an Olympischen Sommerspielen. Vom Korean Olympic Committee wurden insgesamt 244 Athleten in 22 Sportarten nominiert.

## Medaillen

### Medaillenspiegel
| Medaillenspiegel Südkorea | Medaillenspiegel Südkorea | Medaillenspiegel Südkorea    | Medaillenspiegel Südkorea | Medaillenspiegel Südkorea | Medaillenspiegel Südkorea |
| Platz                     | Sportart                  | Goldmedaille – Olympiasieger | Silbermedaille – 2. Platz | Bronzemedaille – 3. Platz | Gesamt                    |
| ------------------------- | ------------------------- | ---------------------------- | ------------------------- | ------------------------- | ------------------------- |
| 1                         | Schießen                  | 3                            | 2                         | –                         | 5                         |
| 2                         | Bogenschießen             | 3                            | –                         | 1                         | 4                         |
| 3                         | Fechten                   | 2                            | 1                         | 3                         | 6                         |
| 4                         | Judo                      | 2                            | –                         | 1                         | 3                         |
| 5                         | Taekwondo                 | 1                            | 1                         | –                         | 2                         |
| 6                         | Gerätturnen               | 1                            | –                         | –                         | 1                         |
| 7                         | Ringen                    | 1                            | –                         | –                         | 1                         |
| 8                         | Schwimmen                 | –                            | 2                         | –                         | 2                         |
| 9                         | Gewichtheben              | –                            | 1                         | 2                         | 3                         |
| 10                        | Tischtennis               | –                            | 1                         | –                         | 1                         |
| 10                        | Boxen                     | –                            | 1                         | –                         | 1                         |
| 10                        | Fußball                   | –                            | 1                         | –                         | 1                         |
| 13                        | Badminton                 | –                            | –                         | 1                         | 1                         |
| Total                     | Total                     | 13                           | 9                         | 9                         | 31                        |

### Medaillengewinner

#### Gold
| Name                                   | Sportart      | Wettkampf                                       |
| -------------------------------------- | ------------- | ----------------------------------------------- |
| Ki Bo-bae                              | Bogenschießen | Einzel der Damen                                |
| Choi Hyun-joo Ki Bo-bae Lee Sung-jin   | Bogenschießen | Mannschaft der Damen                            |
| Oh Jin-hyek                            | Bogenschießen | Einzel der Männer                               |
| Kim Ji-yeon                            | Fechten       | Säbel Einzel der Frauen                         |
| Gu Bon-gil Kim Jung-hwan Won Woo-young | Fechten       | Säbel Mannschaft                                |
| Kim Jae-bum                            | Judo          | Halbmittelgewicht (bis 81 kg) der Männer        |
| Song Dae-nam                           | Judo          | Mittelgewicht (bis 90 kg) der Männer            |
| Kim Hyeon-woo                          | Ringen        | griechisch-römische Klasse bis 66 kg der Männer |
| Kim Jang-mi                            | Sportschießen | Sportpistole 25 Meter                           |
| Jin Jong-oh                            | Sportschießen | Luftpistole 10 Meter der Männer                 |
| Jin Jong-oh                            | Sportschießen | Freie Pistole 50 Meter                          |
| Hwang Kyung-seon                       | Taekwondo     | Klasse bis 67 kg                                |
| Yang Hak-seon                          | Gerätturnen   | Sprung der Männer                               |

#### Silber
| Name                                   | Sportart      | Wettkampf                                                 |
| -------------------------------------- | ------------- | --------------------------------------------------------- |
| Han Soon-chul                          | Boxen         | Leichtgewicht bis 60 kg der Männer                        |
| Choi In-jeong Jung Hyo-jung Shin A-lam | Fechten       | Degen Mannschaft                                          |
| Kim Min-jae                            | Gewichtheben  | Mittelschwergewicht bis 94 kg der Männer                  |
| Kim Jong-hyun                          | Sportschießen | Kleinkalibergewehr Dreistellungskampf 50 Meter der Männer |
| Choi Young-rae                         | Sportschießen | Freie Pistole 50 Meter                                    |
| Park Tae-hwan                          | Schwimmen     | 200 m Freistil der Männer                                 |
| Park Tae-hwan                          | Schwimmen     | 400 m Freistil der Männer                                 |
| Lee Dae-hoon                           | Taekwondo     | Klasse bis 58 kg                                          |
| Joo Se-hyuk Oh Sang-eun Ryu Seung-min  | Tischtennis   | Mannschaft der Männer                                     |

#### Bronze
| Name | Sportart      | Wettkampf                                |
| --- | ------------- | ---------------------------------------- |
| Im Dong-hyun Kim Bub-min Oh Jin-hyek | Bogenschießen | Mannschaft der Männer                    |
| Jung Jae-sung Lee Yong-dae | Badminton     | Herrendoppel                             |
| Jeon Hee-sook Jung Gil-ok Nam Hyun-hee | Fechten       | Florett Mannschaft der Frauen            |
| Jung Jin-sun | Fechten       | Degen Einzel der Männer                  |
| Choi Byung-chul | Fechten       | Florett Einzel der Männer                |
| Jung Sung-ryong Lee Bum-young Oh Jae-suk Yun Suk-young Kim Young-gwon Kim Kee-hee Hwang Seok-ho Kim Chang-soo Ki Sung-yong Kim Bo-kyung Baek Sung-dong Ji Dong-won Nam Tae-hee Koo Ja-cheol Park Jong-woo Jung Woo-young Park Chu-young Kim Hyun-sung Hong Myung-bo (Trainer) | Fußball       | Männer                                   |
| Jang Mi-ran | Gewichtheben  | Superschwergewicht über 75 kg der Frauen |
| Cho Jun-ho | Judo          | Halbleichtgewicht (bis 66 kg) der Männer |

## Teilnehmer nach Sportarten

### Badminton
| Athleten                    | Wettbewerb | Gruppenphase                                                       | Gruppenphase                                                   | Gruppenphase                       | Gruppenphase                       | Achtelfinale                       | Achtelfinale                       | Viertelfinale                      | Viertelfinale                      | Halbfinale                         | Halbfinale                         | Finale                                | Finale                             | Rang                               |
| Athleten                    | Wettbewerb | Gegner                                                             | Ergebnis                                                       | Punkte                             | Rang                               | Gegner                             | Ergebnis                           | Gegner                             | Ergebnis                           | Gegner                             | Ergebnis                           | Gegner                                | Ergebnis                           | Rang                               |
| --------------------------- | ---------- | ------------------------------------------------------------------ | -------------------------------------------------------------- | ---------------------------------- | ---------------------------------- | ---------------------------------- | ---------------------------------- | ---------------------------------- | ---------------------------------- | ---------------------------------- | ---------------------------------- | ------------------------------------- | ---------------------------------- | ---------------------------------- |
| Frauen                      |            |                                                                    |                                                                |                                    |                                    |                                    |                                    |                                    |                                    |                                    |                                    |                                       |                                    |                                    |
| Bae Yeon-ju                 | Einzel     | Tee J. Y. A. Allegrini                                             | 1:2 (21:16, 15:21, 12:21) 2:0 (21:7, 21:14)                    | 3:2 (90:79)                        | 1                                  | Wang Y.                            | 1:2 (21:15, 14:21, 14:21)          | ausgeschieden                      | ausgeschieden                      | ausgeschieden                      | ausgeschieden                      | ausgeschieden                         | ausgeschieden                      | ausgeschieden                      |
| Sung Ji-hyun                | Einzel     | S. Kværnø Yip P. Y.                                                | 2:0 (21:8, 21:5) 0:2 (18:21, 21:23)                            | 2:2 (81:57)                        | 2                                  | ausgeschieden                      | ausgeschieden                      | ausgeschieden                      | ausgeschieden                      | ausgeschieden                      | ausgeschieden                      | ausgeschieden                         | ausgeschieden                      | ausgeschieden                      |
| Ha Jung-eun Kim Min-jung    | Doppel     | M. Edwards A. Viljoen L. Choo R. Veeran G. Polii M. Jauhari        | 0:2* (0:21, 0:21)* 0:2* (0:21, 0:21)* 2:0* (21:0, 21:0)*       | Disqualifiziert wegen Manipulation | Disqualifiziert wegen Manipulation | Disqualifiziert wegen Manipulation | Disqualifiziert wegen Manipulation | Disqualifiziert wegen Manipulation | Disqualifiziert wegen Manipulation | Disqualifiziert wegen Manipulation | Disqualifiziert wegen Manipulation | Disqualifiziert wegen Manipulation    | Disqualifiziert wegen Manipulation | Disqualifiziert wegen Manipulation |
| Jung Kyung-eun Kim Ha-na    | Doppel     | A. Bruce M. Li W. Sorokina N. Wislowa Wang X. Yu Y.                | 0:2* (0:21, 0:21)* 0:2* (0:21, 0:21)* 2:0* (21:0, 21:0)*       | Disqualifiziert wegen Manipulation | Disqualifiziert wegen Manipulation | Disqualifiziert wegen Manipulation | Disqualifiziert wegen Manipulation | Disqualifiziert wegen Manipulation | Disqualifiziert wegen Manipulation | Disqualifiziert wegen Manipulation | Disqualifiziert wegen Manipulation | Disqualifiziert wegen Manipulation    | Disqualifiziert wegen Manipulation | Disqualifiziert wegen Manipulation |
| Männer                      |            |                                                                    |                                                                |                                    |                                    |                                    |                                    |                                    |                                    |                                    |                                    |                                       |                                    |                                    |
| Lee Hyun-il                 | Einzel     | R. Pacheco                                                         | 2:0 (21:12, 21:7)                                              | –                                  | –                                  | J. Ø. Jørgensen                    | 2:0 (21:17, 21:13)                 | Chen J.                            | 2:0 (21:15, 21:16)                 | Lin D.                             | 0:2 (12:21, 10:21)                 | Spiel um Platz 3: Chen Long           | 1:2 (12:21, 21:15, 15:21)          | 4                                  |
| Son Wan-ho                  | Einzel     | W. Iwanow Hsu Jen-hao                                              | 2:0 (21:15, 21:13) 2:0 (21:14, 21:10)                          | 4:0 (42:28)                        | 1                                  | P. Gade                            | 0:2 (21:15, 21:13)                 | ausgeschieden                      | ausgeschieden                      | ausgeschieden                      | ausgeschieden                      | ausgeschieden                         | ausgeschieden                      | ausgeschieden                      |
| Jung Jae-sung Lee Yong-dae  | Doppel     | H. Bach T. Gunawan N. Kawamae S. Satō Koo K. K. Tan B. H.          | 2:0 (21:14, 21:19) 2:0 (21:16, 21:15) 2:0 (21:16, 21:11)       | 6:0 (126:91)                       | 1                                  | –                                  | –                                  | M. Ahsan B. Septano                | 2:0 (21:12, 21:16)                 | C. Mogensen M. Boe                 | 1:2 (21:17, 18:21, 20:22)          | Spiel um Platz 3: Koo K. K. Tan B. H. | 2:0 (23:21, 21:10)                 | Bronze                             |
| Ko Sung-hyun Yoo Yeon-seong | Doppel     | A. Cwalina M. Łogosz B. Isara M. Jongjit M. Ahsan B. Septano       | 2:1 (17:21, 21:7, 21:13) 0:2 (15:21, 14:21) 0:2 (22:24, 12:21) | 2:5 (122:128)                      | 3                                  | ausgeschieden                      | ausgeschieden                      | ausgeschieden                      | ausgeschieden                      | ausgeschieden                      | ausgeschieden                      | ausgeschieden                         | ausgeschieden                      | ausgeschieden                      |
| Mixed                       |            |                                                                    |                                                                |                                    |                                    |                                    |                                    |                                    |                                    |                                    |                                    |                                       |                                    |                                    |
| Ha Jung-eun Lee Yong-dae    | Doppel     | T. Ahmad L. Natsir T. Laybourn K. Rytter Juhl J. Gutta A. Ponnappa | 0:2 (19:21, 12:21) 0:2 (15:21, 12:21) 2:0 (21:15, 21:15)       | 2:4 (100:114)                      | 3                                  | ausgeschieden                      | ausgeschieden                      | ausgeschieden                      | ausgeschieden                      | ausgeschieden                      | ausgeschieden                      | ausgeschieden                         | ausgeschieden                      | ausgeschieden                      |

### Bogenschießen
| Athleten                             | Wettbewerb | Qualifikation | Qualifikation | 1. Runde                | 1. Runde | 2. Runde             | 2. Runde | Achtelfinale                | Achtelfinale | Viertelfinale                       | Viertelfinale | Halbfinale                       | Halbfinale    | Finale                            | Finale        | Rang   |
| Athleten                             | Wettbewerb | Ringe         | Rang          | Gegner                  | Ergebnis | Gegner               | Ergebnis | Gegner                      | Ergebnis     | Gegner                              | Ergebnis      | Gegner                           | Ergebnis      | Gegner                            | Ergebnis      | Rang   |
| ------------------------------------ | ---------- | ------------- | ------------- | ----------------------- | -------- | -------------------- | -------- | --------------------------- | ------------ | ----------------------------------- | ------------- | -------------------------------- | ------------- | --------------------------------- | ------------- | ------ |
| Frauen                               |            |               |               |                         |          |                      |          |                             |              |                                     |               |                                  |               |                                   |               |        |
| Choi Hyun-joo                        | Einzel     | 651           | 21            | Jessica Tomasi          | 6:5      | Iria Grandal         | 6:5      | Bérengère Schuh             | 5:6          | ausgeschieden                       | ausgeschieden | ausgeschieden                    | ausgeschieden | ausgeschieden                     | ausgeschieden | 9      |
| Ki Bo-bae                            | Einzel     | 671           | 1             | Rand Al-Mashhadani      | 6:0      | Kazjaryna Zimafejewa | 6:2      | Ren Hayakawa                | 6:0          | Xenija Perowa                       | 6:4           | Khatuna Lorig                    | 6:2           | Aída Román                        | 6:5           | Gold   |
| Lee Sung-jin                         | Einzel     | 671           | 2             | Maureen Tuimalealiifano | 6:0      | Kristine Essebua     | 6:2      | Bischindeegiin Urantungalag | 6:0          | Mariana Avitia                      | 2:6           | ausgeschieden                    | ausgeschieden | ausgeschieden                     | ausgeschieden | 6      |
| Choi Hyun-joo Ki Bo-bae Lee Sung-jin | Mannschaft |               |               | –                       | –        | –                    | –        | Freilos                     | Freilos      | C. Christiansen L. Laursen M. Jager | 206:195       | K. Kawanaka M. Kanie R. Hayakawa | 221:206       | M. Cheng Y. Fang Xu Jing          | 210:209       | Gold   |
| Männer                               |            |               |               |                         |          |                      |          |                             |              |                                     |               |                                  |               |                                   |               |        |
| Im Dong-hyun                         | Einzel     | 699           | 1             | E. Guidi                | 6:0      | C.-p. Wang           | 6:4      | R. van der Ven              | 1:7          | ausgeschieden                       | ausgeschieden | ausgeschieden                    | ausgeschieden | ausgeschieden                     | ausgeschieden | 9      |
| Kim Bub-min                          | Einzel     | 698           | 2             | R. Elder                | 6:4      | T. Rai               | 6:2      | D. Olaru                    | 7:1          | X. Dai                              | 5:6           | ausgeschieden                    | ausgeschieden | ausgeschieden                     | ausgeschieden | 5      |
| Oh Jin-hyek                          | Einzel     | 690           | 3             | A. Müller               | 6:0      | L. Álvarez           | 6:4      | R. Dobrowolski              | 6:0          | W. Ruban                            | 7:1           | X. Dai                           | 6:5           | T. Furukawa                       | 7:1           | Gold   |
| Im Dong-hyun Kim Bub-min Oh Jin-hyek | Mannschaft |               |               | –                       | –        | –                    | –        |                             |              | Ukraine                             | 227:220       | B. Ellison J. Kaminski J. Wukie  | 219:224       | J. R. Serrano L. Vélez L. Álvarez | 224:219       | Bronze |

### Boxen
| Athleten      | Wettbewerb                   | 1. Runde      | 1. Runde             | Achtelfinale         | Achtelfinale          | Viertelfinale   | Viertelfinale         | Halbfinale         | Halbfinale            | Finale              | Finale               | Rang   |
| Athleten      | Wettbewerb                   | Gegner        | Ergebnis             | Gegner               | Ergebnis              | Gegner          | Ergebnis              | Gegner             | Ergebnis              | Gegner              | Ergebnis             | Rang   |
| ------------- | ---------------------------- | ------------- | -------------------- | -------------------- | --------------------- | --------------- | --------------------- | ------------------ | --------------------- | ------------------- | -------------------- | ------ |
| Männer        |                              |               |                      |                      |                       |                 |                       |                    |                       |                     |                      |        |
| Shin Jong-hun | Halbfliegengewicht bis 49 kg | Freilos       | Freilos              | Alexandar Alexandrow | 14-15 (4-3, 5-4, 5-8) | ausgeschieden   | ausgeschieden         | ausgeschieden      | ausgeschieden         | ausgeschieden       | ausgeschieden        | 9      |
| Han Soon-chul | Leichtgewicht bis 60 kg      | Mohamed Eliwa | 11-6 (5-2, 5-3, 3-1) | Wasgen Safarjanz     | 13-13 (6-4, 3-5, 4-4) | F. Gʻoibnazarov | 16-13 (7-5, 6-4, 3-4) | Evaldas Petrauskas | 18-13 (5-4, 6-5, 7-4) | Wassyl Lomatschenko | 9-19 (2-7, 4-3, 8-4) | Silber |

### Fechten
| Athleten                               | Wettbewerb         | 1. Runde | 1. Runde | 2. Runde          | 2. Runde | Achtelfinale      | Achtelfinale  | Viertelfinale                                             | Viertelfinale | Halbfinale                                                      | Halbfinale    | Finale                                                                     | Finale        | Rang          |
| Athleten                               | Wettbewerb         | Gegner   | Ergebnis | Gegner            | Ergebnis | Gegner            | Ergebnis      | Gegner                                                    | Ergebnis      | Gegner                                                          | Ergebnis      | Gegner                                                                     | Ergebnis      | Rang          |
| -------------------------------------- | ------------------ | -------- | -------- | ----------------- | -------- | ----------------- | ------------- | --------------------------------------------------------- | ------------- | --------------------------------------------------------------- | ------------- | -------------------------------------------------------------------------- | ------------- | ------------- |
| Frauen                                 |                    |          |          |                   |          |                   |               |                                                           |               |                                                                 |               |                                                                            |               |               |
| Choi In-jeong                          | Degen Einzel       | –        | –        | Emese Szász       | 15:12    | Sarra Besbes      | 11:12         | Ausgeschieden                                             | Ausgeschieden | Ausgeschieden                                                   | Ausgeschieden | Ausgeschieden                                                              | Ausgeschieden | Ausgeschieden |
| Jung Hyo-jung                          | Degen Einzel       | –        | –        | Anna Siwkowa      | 12:15    | Ausgeschieden     | Ausgeschieden | Ausgeschieden                                             | Ausgeschieden | Ausgeschieden                                                   | Ausgeschieden | Ausgeschieden                                                              | Ausgeschieden | Ausgeschieden |
| Shin A-lam                             | Degen Einzel       | –        | –        | Sherraine Schalm  | 15:12    | Monika Sozanska   | 14:9          | Anca Măroiu                                               | 15:14         | Britta Heidemann                                                | 5:6 (n. V.)   | Sun Yujie                                                                  | 11:15         | 4             |
| Choi In-jeong Jung Hyo-jung Shin A-lam | Degen Mannschaft   | –        | –        | –                 | –        | –                 | –             | Ana Maria Brânză Simona Gherman Anca Măroiu Rumänien      | 45-38         | Courtney Hurley Maya Lawrence Susie Scanlan Vereinigte Staaten  | 45-36         | Li Na Sun Yujie Xu Anqi Volksrepublik China                                | 25-39         | Silber        |
| Jeon Hee-sook                          | Florett Einzel     | Freilos  | Freilos  | Chieko Sugawara   | 13-15    | ausgeschieden     | ausgeschieden | ausgeschieden                                             | ausgeschieden | ausgeschieden                                                   | ausgeschieden | ausgeschieden                                                              | ausgeschieden | ausgeschieden |
| Jung Gil-ok                            | Florett Einzel     | Freilos  | Freilos  | Aida Schanajewa   | 15-14    | Lee Kiefer        | 13-15         | ausgeschieden                                             | ausgeschieden | ausgeschieden                                                   | ausgeschieden | ausgeschieden                                                              | ausgeschieden | ausgeschieden |
| Nam Hyun-hee                           | Florett Einzel     | Freilos  | Freilos  | Olha Lelejko      | 15-9     | Aida Mohamed      | 8-7           | Kanae Ikehata                                             | 15-6          | Elisa Di Francisca                                              | 10-11         | Kampf um Platz 3 Valentina Vezzali                                         | 12-13         | 4             |
| Jeon Hee-sook Jung Gil-ok Nam Hyun-hee | Florett Mannschaft | –        | –        | –                 | –        | Freilos           | Freilos       | Nicole Ross Lee Kiefer Nzingha Prescod Vereinigte Staaten | 45-31         | Inna Deriglasowa Larissa Korobeinikowa Aida Schanajewa Russland | 32-44         | Kampf um Platz 3 Astrid Guyart Corinne Maîtrejean Ysaora Thibus Frankreich | 45-32         | Bronze        |
| Kim Ji-yeon                            | Säbel Einzel       | –        | –        | Úrsula González   | 15-3     | Gioia Marzocca    | 15-7          | Vassiliki Vougiouka                                       | 15-12         | Mariel Zagunis                                                  | 15-13         | Sofja Welikaja                                                             | 15-9          | Gold          |
| Lee Ra-jin                             | Säbel Einzel       | –        | –        | Alejandra Benítez | 9-15     | ausgeschieden     | ausgeschieden | ausgeschieden                                             | ausgeschieden | ausgeschieden                                                   | ausgeschieden | ausgeschieden                                                              | ausgeschieden | ausgeschieden |
| Männer                                 |                    |          |          |                   |          |                   |               |                                                           |               |                                                                 |               |                                                                            |               |               |
| Jung Jin-sun                           | Degen Einzel       | –        | –        | Pawel Suchow      | 15-11    | E. Alimschanow    | 15-8          | Jörg Fiedler                                              | 15-11         | Bartosz Piasecki                                                | 15-13         | Kampf um Platz 3 Weston Kelsey                                             | 12-11         | Bronze        |
| Park Kyoung-doo                        | Degen Einzel       | –        | –        | Ruslan Kudayev    | 9-15     | ausgeschieden     | ausgeschieden | ausgeschieden                                             | ausgeschieden | ausgeschieden                                                   | ausgeschieden | ausgeschieden                                                              | ausgeschieden | ausgeschieden |
| Choi Byung-chul                        | Florett Einzel     | Freilos  | Freilos  | Zhu Jun           | 15-13    | Erwann Le Péchoux | 15-13         | Ma Jianfei                                                | 15-13         | Alaaeldin Abouelkassem                                          | 11-15         | Kampf um Platz 3 Andrea Baldini                                            | 15-14         | Bronze        |
| Gu Bon-gil                             | Säbel Einzel       | Freilos  | Freilos  | Florin Zalomir    | 15-12    | Max Hartung       | 14-15         | ausgeschieden                                             | ausgeschieden | ausgeschieden                                                   | ausgeschieden | ausgeschieden                                                              | ausgeschieden | ausgeschieden |
| Kim Jung-hwan                          | Säbel Einzel       | Freilos  | Freilos  | Zhong Man         | 14-15    | ausgeschieden     | ausgeschieden | ausgeschieden                                             | ausgeschieden | ausgeschieden                                                   | ausgeschieden | ausgeschieden                                                              | ausgeschieden | ausgeschieden |
| Won Woo-young                          | Säbel Einzel       | Freilos  | Freilos  | Wang Jingzhi      | 15-6     | Nikolai Kowaljow  | 11-15         | ausgeschieden                                             | ausgeschieden | ausgeschieden                                                   | ausgeschieden | ausgeschieden                                                              | ausgeschieden | ausgeschieden |
| Gu Bon-gil Kim Jung-hwan Won Woo-young | Säbel Mannschaft   | –        | –        | –                 | –        | -                 | -             | Max Hartung Nicolas Limbach Benedikt Wagner Deutschland   | 45-38         | Aldo Montano Diego Occhiuzzi Luigi Tarantino Italien            | 45-37         | Rareș Dumitrescu Tiberiu Dolniceanu Florin Zalomir Rumänien                | 45-26         | Gold          |

### Fußball
| Wettbewerb      | Männer |
| --------------- | --- |
| Athleten        | Jung Sung-ryong Lee Bum-young Oh Jae-suk Yun Suk-young Kim Young-gwon Kim Kee-hee Hwang Seok-ho Kim Chang-soo Ki Sung-yong Kim Bo-kyung Baek Sung-dong Ji Dong-won Nam Tae-hee Koo Ja-cheol Park Jong-woo Jung Woo-young Park Chu-young Kim Hyun-sung |
| Trainer         | Hong Myung-bo |
| Gruppenphase    | Mexiko 0:0 Schweiz 2:1 (0:0) Gabun 0:0 |
| Viertelfinale   | Großbritannien 1:1 n. V., 5:4 i. E. (1:1, 1:1) |
| Halbfinale      | Brasilien 0:3 (0:1) |
| Spiel um Bronze | Japan 2:0 (1:0) |
| Platzierung     | Bronze |

### Gewichtheben
| Athleten       | Wettbewerb         | Reißen  | Reißen | Stoßen                | Stoßen | Zweikampf | Zweikampf | Rang   |
| Athleten       | Wettbewerb         | Gewicht | Rang   | Gewicht               | Rang   | Gewicht   | Rang      | Rang   |
| -------------- | ------------------ | ------- | ------ | --------------------- | ------ | --------- | --------- | ------ |
| Frauen         |                    |         |        |                       |        |           |           |        |
| Yang Eun-hye   | Klasse bis 58 kg   | 87 kg   | 17     | 113 kg                | 14     | 200 kg    | 14        | 14     |
| Mun Yu-ra      | Klasse bis 69 kg   | DNF     | DNF    | DNF                   | DNF    | DNF       | DNF       | DNF    |
| Im Ji-hye      | Klasse bis 75 kg   | 97 kg   | 9      | 126 kg                | 10     | 223 kg    | 10        | 10     |
| Jang Mi-ran    | Klasse über 75 kg  | 125 kg  | 5      | 164 kg                | 4      | 289 kg    | 3         | Bronze |
| Männer         |                    |         |        |                       |        |           |           |        |
| Ji Hun-min     | Klasse bis 62 kg   | 130 kg  | 7      | kein gültiger Versuch | -      | -         | -         | DNF    |
| Won Jeong-sik  | Klasse bis 69 kg   | 144 kg  | 9      | 178 kg                | 6      | 322 kg    | 7         | 7      |
| Sa Jae-hyouk   | Klasse bis 77 kg   | 158 kg  | 3      | DNF                   | DNF    | DNF       | DNF       | DNF    |
| Kim Min-jae    | Klasse bis 94 kg   | 185 kg  | 1      | 210 kg                | 8      | 395 kg    | 2         | Silber |
| Kim Hwa-seung  | Klasse bis 105 kg  | DNF     | DNF    | DNF                   | DNF    | DNF       | DNF       | DNF    |
| Jeon Sang-guen | Klasse über 105 kg | 190 kg  | 10     | 246 kg                | 2      | 436 kg    | 4         | 4      |

### Handball
| Wettbewerb    | Frauen | Männer |
| ------------- | --- | --- |
| Athleten      | Ju Hui Moon Kyeong-ha Jung Ji-hae Jung Yu-ra Kim On-a Woo Sun-hee Gwon Han-na Ryu Eun-hee Jo Hyo-bi Kim Cha-youn Lee Eun-bi Sim Hae-in Choi Im-jeong Lee Eun-bi Kim Cheong-shim (Ersatz) | Park Chan-young Lee Chang-woo Park Kyung-suk Jeong Yik-yeong Lim Duk-jun Park Jung-geu Jung Su-young Lee Jae-woo Yu Dong-geun Jeong Han Paek Won-chul Lo Kyung-soo Eom Hyo-won Yoon Kyung-shin Jung Jin-ho (Ersatz) |
| Trainer       | Kang Jae-won | |
| Gruppenphase  | Spanien 31:27 (16:12) Dänemark 25:24 (11:10) Norwegen 27:27 (15:13) Frankreich 21:24 (12:10) Schweden 32:28 (16:13)                                                                      | Kroatien 21:31 (8:14) Ungarn 19:22 (9:7) Spanien 29:33 (14:16) Serbien 22:28 (10:12) Dänemark 24:26 (14:13) |
| Viertelfinale | Russland 24:23 (14:11) | ausgeschieden |
| Halbfinale    | Norwegen 25:31 (15:18) | ausgeschieden |
| Finale        | Spiel um Platz 3: Spanien 29:31 n. V. (13:13, 24:24, 28:28) | ausgeschieden |
| Platzierung   | 4 | – |

### Hockey
| Wettbewerb        | Frauen | Männer |
| ----------------- | --- | --- |
| Athleten          | Moon Young-hui Jang Soo-ji Cheon Eun-bi Cheon Seul-ki Cha Se-na Han Hye-lyoung Kim Da-rae Kim Jong-eun Park Ki-ju Kim Ok-ju Jeon Yu-mi Park Mih-yun Kim Jong-hee Park Seon-mi Kim Young-ran Lee Seo-nok | Cha Jong-bok Hong Eun-seong Hyun Hye-sung Jang Jong-hyun Kang Moon-kweon Kang Moon-kyu Kim Young-jin Lee Myung-ho Lee Seun-gil Lee Nam-yong Nam Hyun-woo Oh Dae-keun Seo Jong-ho Yeo Woon-kon Yoon Sung-hoon You Hyo-sik |
| Trainer           | | Cho Myung-Jun |
| Gruppenphase      | Volksrepublik China 0:4 (0:1) Großbritannien 3:5 (1:2) Japan 1:0 (0:0) Niederlande 2:3 (1:2) Belgien 3:1 (2:0)                                                                                          | Neuseeland 2:0 (2:0) Deutschland 0:1 (0:1) Belgien 1:2 (0:0) Indien 4:1 (1:1) Niederlande 2:4 (0:2) |
| Platzierungsspiel | Spiel um Platz 7: Deutschland 1:4 (1:2) | Spiel um Platz 7: Pakistan 2:3 (2:1) |
| Halbfinale        | ausgeschieden | ausgeschieden |
| Finale            | ausgeschieden | ausgeschieden |
| Platzierung       | 8 | 8 |

### Judo
| Athleten        | Wettbewerb         | 1. Runde Round of 64 | 1. Runde Round of 64 | 2. Runde Round of 32    | 2. Runde Round of 32 | Achtelfinale Round of 16 | Achtelfinale Round of 16 | Viertelfinale Quarter Final | Viertelfinale Quarter Final | Hoffnungsrunde Halbfinale Repechage | Hoffnungsrunde Halbfinale Repechage | Halbfinale               | Halbfinale    | Hoffnungsrunde Finale Bronze Medal | Hoffnungsrunde Finale Bronze Medal | Finale         | Finale        | Rang          |               |
| Athleten        | Wettbewerb         | Gegner               | Ergebnis             | Gegner                  | Ergebnis             | Gegner                   | Ergebnis                 | Gegner                      | Ergebnis                    | Gegner                              | Ergebnis                            | Gegner                   | Ergebnis      | Gegner                             | Ergebnis                           | Gegner         | Ergebnis      | Rang          |               |
| --------------- | ------------------ | -------------------- | -------------------- | ----------------------- | -------------------- | ------------------------ | ------------------------ | --------------------------- | --------------------------- | ----------------------------------- | ----------------------------------- | ------------------------ | ------------- | ---------------------------------- | ---------------------------------- | -------------- | ------------- | ------------- | ------------- |
| Frauen          |                    |                      |                      |                         |                      |                          |                          |                             |                             |                                     |                                     |                          |               |                                    |                                    |                |               |               |               |
| Chung Jung-yeon | Klasse bis 48 kg   | -                    | -                    | Freilos                 | Freilos              | Charline Van Snick       | 000-100                  | ausgeschieden               | ausgeschieden               | ausgeschieden                       | ausgeschieden                       | ausgeschieden            | ausgeschieden | ausgeschieden                      | ausgeschieden                      | ausgeschieden  | ausgeschieden | ausgeschieden | ausgeschieden |
| Kim Kyung-ok    | Klasse bis 52 kg   | -                    | -                    | Freilos                 | Freilos              | Érika Miranda            | 1012-001                 | Rosalba Forciniti           | 0001-0001                   | Priscilla Gneto                     | 0002-0021                           | ausgeschieden            | ausgeschieden | ausgeschieden                      | ausgeschieden                      | ausgeschieden  | ausgeschieden | ausgeschieden | ausgeschieden |
| Kim Jan-di      | Klasse bis 57 kg   | -                    | -                    | Dordschsürengiin Sumjaa | 0001-0001            | Giulia Quintavalle       | 0002-1011                | ausgeschieden               | ausgeschieden               | ausgeschieden                       | ausgeschieden                       | ausgeschieden            | ausgeschieden | ausgeschieden                      | ausgeschieden                      | ausgeschieden  | ausgeschieden | ausgeschieden |               |
| Joung Da-woon   | Klasse bis 63 kg   | -                    | -                    | Freilos                 | Freilos              | Ramilə Yusubova          | 100-0001                 | Yoshie Ueno                 | 002-0002                    | -                                   | -                                   | Lili Xu                  | 0002-0011     | Gévrise Émane                      | 000-000                            | ausgeschieden  | ausgeschieden | 4             |               |
| Hwang Ye-sul    | Klasse bis 70 kg   | -                    | -                    | Erica Barbieri          | 0102-001             | Juliane Robra            | 0011-0002                | Raša Sraka                  | 100-0001                    | -                                   | -                                   | Lucie Décosse            | 0002-001      | Edith Bosch                        | 0011-0011                          | ausgeschieden  | ausgeschieden | 4             |               |
| Jeong Gyeong-mi | Klasse bis 78 kg   | -                    | -                    | Akari Ogata             | 0002-001             | ausgeschieden            | ausgeschieden            | ausgeschieden               | ausgeschieden               | ausgeschieden                       | ausgeschieden                       | ausgeschieden            | ausgeschieden | ausgeschieden                      | ausgeschieden                      | ausgeschieden  | ausgeschieden | ausgeschieden | ausgeschieden |
| Kim Na-young    | Klasse über 78 kg  | -                    | -                    | Freilos                 | Freilos              | G. Issanowa              | 0012-0012                | ausgeschieden               | ausgeschieden               | ausgeschieden                       | ausgeschieden                       | ausgeschieden            | ausgeschieden | ausgeschieden                      | ausgeschieden                      | ausgeschieden  | ausgeschieden | ausgeschieden | ausgeschieden |
| Männer          |                    |                      |                      |                         |                      |                          |                          |                             |                             |                                     |                                     |                          |               |                                    |                                    |                |               |               |               |
| Choi Kwang-hyun | Klasse bis 60 kg   | -                    | -                    | Ludovic Chammartin      | 001 - 000            | Valtteri Jokinen         | 010 - 000                | Arsen Galstjan              | 0001 - 0001                 | Felipe Kitadai                      | 0001 - 0011                         | ausgeschieden            | ausgeschieden | ausgeschieden                      | ausgeschieden                      | ausgeschieden  | ausgeschieden | ausgeschieden |               |
| Cho Jun-ho      | Klasse bis 66 kg   | -                    | -                    | Serhij Drebot           | 0011-0002            | Mirzohid Farmonov        | 0011-0001                | Masashi Ebinuma             | 0001-0001                   | Colin Oates                         | 0021-0002                           | ausgeschieden            | ausgeschieden | Sugoi Uriarte                      | 000-0001                           | ausgeschieden  | ausgeschieden | Bronze        |               |
| Wang Ki-chun    | Klasse bis 73 kg   | Nugzar Tatalashvili  | 001-000              | R. Ibragimow            | 1001-000             | Jaromír Ježek            | 001-0001                 | Nick Delpopolo              | 000-000                     | -                                   | -                                   | Mansur Isaev             | 0002-0011     | Ugo Legrand                        | 0001-0101                          | ausgeschieden  | ausgeschieden | 4             |               |
| Kim Jae-bum     | Klasse bis 81 kg   | Freilos              | Freilos              | Yahyo Imomov            | 001-0001             | László Csoknyai          | 001-0002                 | Emmanuel Lucenti            | 010-0003                    | -                                   | -                                   | Iwan Nifontow            | 010-0001      | -                                  | -                                  | Ole Bischof    | 002-0001      | Gold          |               |
| Song Dae-nam    | Klasse bis 90 kg   | -                    | -                    | Juan Romero             | 1001-000             | Elxan Məmmədov           | 011-000                  | Masashi Nishiyama           | 0111-0101                   | -                                   | -                                   | Tiago Camilo             | 0112-0012     | -                                  | -                                  | Asley González | 0101-0001     | Gold          |               |
| Hwang Hee-tae   | Klasse bis 100 kg  | -                    | -                    | Amel Mekić              | 0021-0002            | Artem Bloschenko         | 1001-000                 | Elmar Qasımov               | 0021 - 0002                 | -                                   | -                                   | Naidangiin Tüwschinbajar | 0001-001      | Henk Grol                          | 000-010                            | ausgeschieden  | ausgeschieden | 4             |               |
| Kim Sung-min    | Klasse über 100 kg | -                    | -                    | Tomohiko Hoshina        | 100-000              | Matjaž Ceraj             | 002-0001                 | Ihar Makarau                | 0011-0002                   | -                                   | -                                   | Teddy Riner              | 0003-010      | Rafael Silva                       | 0002-0011                          | ausgeschieden  | ausgeschieden | 4             |               |

### Leichtathletik
Laufen und Gehen
| Athleten        | Wettbewerb   | Vorlauf | Vorlauf | Halbfinale    | Halbfinale    | Finale          | Finale          | Rang            |
| Athleten        | Wettbewerb   | Zeit    | Rang    | Zeit          | Rang          | Zeit            | Rang            | Rang            |
| --------------- | ------------ | ------- | ------- | ------------- | ------------- | --------------- | --------------- | --------------- |
| Frauen          |              |         |         |               |               |                 |                 |                 |
| Chung Yun-hee   | Marathon     | –       | –       | –             | –             | 2:31:58 h       | 41              | 41              |
| Kim Seong-eun   | Marathon     | –       | –       | –             | –             | 2:46:38 h       | 96              | 96              |
| Lim Kyung-hee   | Marathon     | –       | –       | –             | –             | 2:39:03 h       | 76              | 76              |
| Jung Hye-lim    | 100 m Hürden | 13,48 s | 7       | ausgeschieden | ausgeschieden | ausgeschieden   | ausgeschieden   | 30              |
| Jeon Yeong-eun  | 20 km Gehen  | –       | –       | –             | –             | disqualifiziert | disqualifiziert | disqualifiziert |
| Männer          |              |         |         |               |               |                 |                 |                 |
| Jang Sin-kweon  | Marathon     | –       | –       | –             | –             | 2:28:20 h       | 73              | 73              |
| Jeong Jin-hyeok | Marathon     | –       | –       | –             | –             | 2:38:45 h       | 82              | 82              |
| Lee Du-haeng    | Marathon     | –       | –       | –             | –             | 2:17:19 h       | 32              | 32              |
| Byun Young-jun  | 20 km Gehen  | –       | –       | –             | –             | 1:23:26 h       | 31              | 31              |
| Kim Hyun-sub    | 20 km Gehen  | –       | –       | –             | –             | 1:21:36 h       | 17              | 17              |
| Park Chil-sung  | 20 km Gehen  | –       | –       | –             | –             | DNF             | DNF             | DNF             |
| Park Chil-sung  | 50 km Gehen  | –       | –       | –             | –             | 3:45:55 h       | 13              | 13              |
| Yim Jung-hyun   | 50 km Gehen  | –       | –       | –             | –             | 3:56:34 h       | 34              | 34              |
| Kim Dong-young  | 50 km Gehen  | –       | –       | –             | –             | 3:57:33 h       | 38              | 38              |

Springen und Werfen
| Athleten       | Wettbewerb     | Qualifikation         | Qualifikation         | Finale                | Finale                | Rang                  |
| Athleten       | Wettbewerb     | Weite/Höhe            | Rang                  | Weite/Höhe            | Rang                  | Rang                  |
| -------------- | -------------- | --------------------- | --------------------- | --------------------- | --------------------- | --------------------- |
| Frauen         |                |                       |                       |                       |                       |                       |
| Choi Yun-hee   | Stabhochsprung | 4,10 m                | 18                    | ausgeschieden         | ausgeschieden         | 31                    |
| Männer         |                |                       |                       |                       |                       |                       |
| Kim Deok-hyeon | Dreisprung     | 16,22 m               | 11                    | ausgeschieden         | ausgeschieden         | 22                    |
| Kim Yoo-suk    | Stabhochsprung | kein gültiger Versuch | kein gültiger Versuch | kein gültiger Versuch | kein gültiger Versuch | kein gültiger Versuch |
| Jung Sang-jin  | Speerwerfen    | 76,37 m               | 15                    | ausgeschieden         | ausgeschieden         | 31                    |

### Moderner Fünfkampf
| Athleten      | Fechten | Fechten | Schwimmen   | Schwimmen | Reiten   | Reiten | Combined     | Combined | Punkte | Rang |
| Athleten      | Bilanz  | Punkte  | Zeit        | Punkte    | Zeit     | Punkte | Zeit         | Punkte   | Punkte | Rang |
| ------------- | ------- | ------- | ----------- | --------- | -------- | ------ | ------------ | -------- | ------ | ---- |
| Frauen        |         |         |             |           |          |        |              |          |        |      |
| Yang Soo-jin  | 14:21   | 736     | 2:17,93 min | 1148      | 65,98 s  | 1120   | 12:40,71 min | 1960     | 4964   | 24   |
| Männer        |         |         |             |           |          |        |              |          |        |      |
| Hwang Woo-jin | 14:21   | 736     | 2:01,14 min | 1348      | 146,83 s | 736    | 12:09,88 min | 2088     | 4908   | 34   |
| Jung Jin-hwa  | 16:19   | 784     | 2:00,25 min | 1360      | 70,01 s  | 1160   | 10:57,07 min | 2372     | 5676   | 11   |

### Radsport

#### Bahn
| Athleten                                               | Wettbewerb            | Qualifikation | Qualifikation | Finals        | Finals        | Rang |
| Athleten                                               | Wettbewerb            | Zeit          | Rang          | Zeit          | Rang          | Rang |
| ------------------------------------------------------ | --------------------- | ------------- | ------------- | ------------- | ------------- | ---- |
| Frauen                                                 |                       |               |               |               |               |      |
| Lee Hye-jin                                            | Sprint                | 11,405 s      | 14            | –             | –             |      |
| Lee Eun-ji                                             | Keirin                | –             | 5             | ausgeschieden | ausgeschieden | 17   |
| Lee Hye-jin Lee Eun-ji                                 | Teamsprint            | 34,636 s      | 9             | ausgeschieden | ausgeschieden | 9    |
| Männer                                                 |                       |               |               |               |               |      |
| Choi Seung-woo Jang Sun-jae Park Keon-woo Park Seon-ho | Mannschaftsverfolgung | 4:07,210 min  | 10            | ausgeschieden | ausgeschieden | 10   |

Mehrkampf
| Omnium Frauen |          |    |    |    |    |              |    |   |              |    |    |    |
| Lee Min-hye   | 14,793 s | 14 | 3  | 14 | 11 | 3:46,871 min | 15 | 9 | 36,547 s     | 11 | 74 | 15 |
| Omnium Männer |          |    |    |    |    |              |    |   |              |    |    |    |
| Cho Ho-sung   | 13,614 s | 12 | 20 | 10 | 9  | 4:32,382 min | 13 | 8 | 1:04,150 min | 8  | 60 | 11 |

#### Straße
| Athleten       | Wettbewerb    | Zeit      | Rang |
| -------------- | ------------- | --------- | ---- |
| Frauen         |               |           |      |
| Na Ah-reum     | Straßenrennen | 3:35:56 h | 13   |
| Männer         |               |           |      |
| Park Sung-baek | Straßenrennen | DNF       | DNF  |

### Rhythmische Sportgymnastik
| Athletinnen  | Wettbewerb       | Qualifikation | Qualifikation | Finale  | Finale | Rang |
| Athletinnen  | Wettbewerb       | Punkte        | Rang          | Punkte  | Rang   | Rang |
| ------------ | ---------------- | ------------- | ------------- | ------- | ------ | ---- |
| Frauen       |                  |               |               |         |        |      |
| Son Yeon-jae | Mehrkampf Einzel | 110,300       | 6             | 111,475 | 5      | 5    |

### Ringen
| Athleten                         | Wettbewerb       | 1. Runde              | 1. Runde | Achtelfinale                 | Achtelfinale  | Viertelfinale      | Viertelfinale | Halbfinale      | Halbfinale    | Hoffnungsrunde Viertelfinale | Hoffnungsrunde Viertelfinale | Hoffnungsrunde Halbfinale | Hoffnungsrunde Halbfinale | Hoffnungsrunde Finale | Hoffnungsrunde Finale | Finale        | Finale        | Rang          |
| Athleten                         | Wettbewerb       | Gegner                | Ergebnis | Gegner                       | Ergebnis      | Gegner             | Ergebnis      | Gegner          | Ergebnis      | Gegner                       | Ergebnis                     | Gegner                    | Ergebnis                  | Gegner                | Ergebnis              | Gegner        | Ergebnis      | Rang          |
| -------------------------------- | ---------------- | --------------------- | -------- | ---------------------------- | ------------- | ------------------ | ------------- | --------------- | ------------- | ---------------------------- | ---------------------------- | ------------------------- | ------------------------- | --------------------- | --------------------- | ------------- | ------------- | ------------- |
| Freistil Frauen                  |                  |                       |          |                              |               |                    |               |                 |               |                              |                              |                           |                           |                       |                       |               |               |               |
| Kim Hyung-joo                    | Klasse bis 48 kg | Freilos               | Freilos  | Irini Merleni                | 3-1           | ausgeschieden      | ausgeschieden | ausgeschieden   | ausgeschieden | ausgeschieden                | ausgeschieden                | ausgeschieden             | ausgeschieden             | ausgeschieden         | ausgeschieden         | ausgeschieden | ausgeschieden | ausgeschieden |
| Um Ji-eun                        | Klasse bis 55 kg | Marwa Amri            | 0-5      | ausgeschieden                | ausgeschieden | ausgeschieden      | ausgeschieden | ausgeschieden   | ausgeschieden | ausgeschieden                | ausgeschieden                | ausgeschieden             | ausgeschieden             | ausgeschieden         | ausgeschieden         | ausgeschieden | ausgeschieden | ausgeschieden |
| griechisch-römischer Stil Männer |                  |                       |          |                              |               |                    |               |                 |               |                              |                              |                           |                           |                       |                       |               |               |               |
| Choi Gyu-jin                     | Klasse bis 55 kg | Freilos               | Freilos  | Won Chol Yun                 | 3-0           | Gustavo Balart     | 3-1           | Rövşən Bayramov | 0-3           | -                            | -                            | -                         | -                         | Mingijan Semjonow     | 1-3                   | ausgeschieden | ausgeschieden | 4             |
| Jung Ji-hyun                     | Klasse bis 60 kg | Freilos               | Freilos  | Hanser Lenier Meoque Lugones | 3-0           | Həsən Əliyev       | 0-3           | ausgeschieden   | ausgeschieden | ausgeschieden                | ausgeschieden                | ausgeschieden             | ausgeschieden             | ausgeschieden         | ausgeschieden         | ausgeschieden | ausgeschieden | ausgeschieden |
| Kim Hyeon-woo                    | Klasse bis 66 kg | Hovhannes Varderesyan | 3-0      | Pedro Isaac Mulens Herrera   | 3-0           | Edgaras Venckaitis | 3-0           | Steeve Guénot   | 3-1           | -                            | -                            | -                         | -                         | -                     | -                     | Tamás Lőrincz | 3-0           | Gold          |
| Kim Jin-hyeok                    | Klasse bis 74 kg | Surab Datunaschwili   | 0-3      | ausgeschieden                | ausgeschieden | ausgeschieden      | ausgeschieden | ausgeschieden   | ausgeschieden | ausgeschieden                | ausgeschieden                | ausgeschieden             | ausgeschieden             | ausgeschieden         | ausgeschieden         | ausgeschieden | ausgeschieden | ausgeschieden |
| Lee Se-yeol                      | Klasse bis 84 kg | Amer Hrustanovic      | 0-3      | ausgeschieden                | ausgeschieden | ausgeschieden      | ausgeschieden | ausgeschieden   | ausgeschieden | ausgeschieden                | ausgeschieden                | ausgeschieden             | ausgeschieden             | ausgeschieden         | ausgeschieden         | ausgeschieden | ausgeschieden | ausgeschieden |
| Freistil Männer                  |                  |                       |          |                              |               |                    |               |                 |               |                              |                              |                           |                           |                       |                       |               |               |               |
| Kim Jin-cheol                    | Klasse bis 55 kg | Freilos               | Freilos  | Shin’ichi Yumoto             | 1-3           | ausgeschieden      | ausgeschieden | ausgeschieden   | ausgeschieden | ausgeschieden                | ausgeschieden                | ausgeschieden             | ausgeschieden             | ausgeschieden         | ausgeschieden         | ausgeschieden | ausgeschieden | ausgeschieden |
| Lee Seung-chul                   | Klasse bis 60 kg | Freilos               | Freilos  | Coleman Scott                | 0-3           | ausgeschieden      | ausgeschieden | ausgeschieden   | ausgeschieden | ausgeschieden                | ausgeschieden                | ausgeschieden             | ausgeschieden             | ausgeschieden         | ausgeschieden         | ausgeschieden | ausgeschieden | ausgeschieden |

### Rudern
| Athleten                  | Wettbewerb                  | Vorlauf     | Vorlauf | Hoffnungslauf | Hoffnungslauf | Viertelfinale | Viertelfinale | Halbfinale    | Halbfinale    | Finale                       | Finale | Rang |
| Athleten                  | Wettbewerb                  | Zeit        | Rang    | Zeit          | Rang          | Zeit          | Rang          | Zeit          | Rang          | Zeit                         | Rang   | Rang |
| ------------------------- | --------------------------- | ----------- | ------- | ------------- | ------------- | ------------- | ------------- | ------------- | ------------- | ---------------------------- | ------ | ---- |
| Frauen                    |                             |             |         |               |               |               |               |               |               |                              |        |      |
| Kim Ye-ji                 | Einer                       | 8:04,68 min | 6       | 7:50,64 min   | 1             | 8:08,39 min   | 4             | 7:59,78 min   | 4             | Platzierungslauf 8:32,57 min | 1      | 25   |
| Kim Myeong-sin KIm Sol-ji | Leichtgewichts-Doppelzweier | 7:30,29 min | 3       | 7:27,95 min   | 4             | –             | –             | ausgeschieden | ausgeschieden | Platzierungslauf 7:44,03 min | 2      | 14   |
| Männer                    |                             |             |         |               |               |               |               |               |               |                              |        |      |
| Kim Dong-yong             | Einer                       | 7:05,24 min | 4       | 7:03,91 min   | 2             | 7:16,22 min   | 5             | 7:48,09 min   | 4             | Platzierungslauf 7:27,94 min | 3      | 21   |

### Schießen
| Athleten       | Wettbewerb                           | Qualifikation | Qualifikation | Finale        | Finale        | Ringe  | Rang   |
| Athleten       | Wettbewerb                           | Ringe         | Rang          | Ringe         | Rang          | Ringe  | Rang   |
| -------------- | ------------------------------------ | ------------- | ------------- | ------------- | ------------- | ------ | ------ |
| Frauen         |                                      |               |               |               |               |        |        |
| Kim Jang-mi    | Luftpistole 10 m                     | 382           | 13            | ausgeschieden | ausgeschieden | 382    | 13     |
| Kim Byung-hee  | Luftpistole 10 m                     | 381           | 17            | ausgeschieden | ausgeschieden | 381    | 17     |
| Kim Jang-mi    | Sportpistole 25 m                    | 591           | 1             | 201,4         | 1             | 792,4  | Gold   |
| Kim Kyeon-gae  | Sportpistole 25 m                    | 582           | 11            | ausgeschieden | ausgeschieden | 582    | 11     |
| Jeong Mi-ra    | Luftgewehr 10 m                      | 387           | 51            | ausgeschieden | ausgeschieden | 387    | 51     |
| Na Yun-kyung   | Luftgewehr 10 m                      | 394           | 21            | ausgeschieden | ausgeschieden | 394    | 21     |
| Jeong Mi-ra    | Kleinkaliber Dreistellungskampf 50 m | 581           | 17            | ausgeschieden | ausgeschieden | 581    | 17     |
| Na Yun-kyung   | Kleinkaliber Dreistellungskampf 50 m | 583           | 10            | ausgeschieden | ausgeschieden | 583    | 10     |
| Kang Gee-eun   | Trap                                 | 62            | 12            | ausgeschieden | ausgeschieden | 62     | 12     |
| Männer         |                                      |               |               |               |               |        |        |
| Choi Young-rae | Luftpistole 10 m                     | 569           | 35            | ausgeschieden | ausgeschieden | 569    | 35     |
| Jin Jong-oh    | Luftpistole 10 m                     | 588           | 1             | 100,2         | 1             | 688,2  | Gold   |
| Choi Young-rae | Freie Pistole 50 m                   | 569           | 1             | 92,5          | 2             | 661,5  | Silber |
| Jin Jong-oh    | Freie Pistole 50 m                   | 562           | 5             | 100           | 1             | 662    | Gold   |
| Kim Dae-yoong  | Schnellfeuerpistole 25 m             | 579           | 10            | ausgeschieden | ausgeschieden | 579    | 10     |
| Han Jin-seop   | Luftgewehr 10 m                      | 590           | 32            | ausgeschieden | ausgeschieden | 590    | 32     |
| Kim Jong-hyun  | Luftgewehr 10 m                      | 593           | 17            | ausgeschieden | ausgeschieden | 593    | 17     |
| Han Jin-seop   | Kleinkaliber Dreistellungskampf 50 m | 1168          | 9             | ausgeschieden | ausgeschieden | 1168   | 9      |
| Kim Jong-hyun  | Kleinkaliber Dreistellungskampf 50 m | 1171          | 5             | 101,5         | 2             | 1272,5 | Silber |
| Han Jin-seop   | Kleinkaliber liegend 50 m            | 595           | 5             | 103,2         | 6             | 698,2  | 6      |
| Kim Hak-man    | Kleinkaliber liegend 50 m            | 594           | 15            | ausgeschieden | ausgeschieden | 594    | 15     |
| Cho Yong-seong | Skeet                                | 109           | 35            | ausgeschieden | ausgeschieden | 109    | 35     |

### Schwimmen
| Athleten        | Wettbewerb          | Vorlauf      | Vorlauf | Halbfinale    | Halbfinale    | Finale        | Finale        | Rang   |
| Athleten        | Wettbewerb          | Zeit         | Rang    | Zeit          | Rang          | Zeit          | Rang          | Rang   |
| --------------- | ------------------- | ------------ | ------- | ------------- | ------------- | ------------- | ------------- | ------ |
| Frauen          |                     |              |         |               |               |               |               |        |
| Baek Il-joo     | 200 m Freistil      | 2:04,32 min  | 3       | ausgeschieden | ausgeschieden | ausgeschieden | ausgeschieden | 33     |
| Kim Ga-eul      | 400 m Freistil      | 4:43,46 min  | 8       | ausgeschieden | ausgeschieden | ausgeschieden | ausgeschieden | 34     |
| Kim Na-kyeong   | 800 m Freistil      | 8:57,26 min  | 8       | ausgeschieden | ausgeschieden | ausgeschieden | ausgeschieden | 32     |
| Choi Hye-ra     | 200 m Schmetterling | 2:08,45 min  | 4       | 2:08,32 min   | 7             | ausgeschieden | ausgeschieden | 14     |
| Kim Hye-jin     | 100 m Brust         | 1:09,79 min  | 7       | ausgeschieden | ausgeschieden | ausgeschieden | ausgeschieden | 33     |
| Baek Su-yeon    | 200 m Brust         | 2:04,32 min  | 3       | ausgeschieden | ausgeschieden | ausgeschieden | ausgeschieden | 33     |
| Jeong Da-rae    | 200 m Brust         | 2:26,83 min  | 2       | 2:28,74 min   | 8             | ausgeschieden | ausgeschieden | 16     |
| Ham Chan-mi     | 200 m Rücken        | 2:15,30 min  | 3       | ausgeschieden | ausgeschieden | ausgeschieden | ausgeschieden | 31     |
| Choi Hye-ra     | 200 m Lagen         | 2:14,91 min  | 6       | ausgeschieden | ausgeschieden | ausgeschieden | ausgeschieden | 23     |
| Kim Seo-young   | 400 m Lagen         | 4:43,99 min  | 1       | –             | –             | ausgeschieden | ausgeschieden | 17     |
| Männer          |                     |              |         |               |               |               |               |        |
| Park Tae-hwan   | 200 m Freistil      | 1:46,79 min  | 2       | 1:46,02 min   | 3             | 1:44,93 min   | 2             | Silber |
| Park Tae-hwan   | 400 m Freistil      | 3:46,68 min  | 1       | –             | –             | 3:42,06 min   | 2             | Silber |
| Park Tae-hwan   | 1500 m Freistil     | 14:56,89 min | 2       | –             | –             | 14:50,61 min  | 4             | 4      |
| Chang Gyu-cheol | 100 m Schmetterling | 52,69 s      | 5       | ausgeschieden | ausgeschieden | ausgeschieden | ausgeschieden | 26     |
| Choi Kyu-woong  | 200 m Brust         | 2:13,57 min  | 7       | ausgeschieden | ausgeschieden | ausgeschieden | ausgeschieden | 25     |
| Park Seon-kwan  | 100 m Rücken        | 55,51 s      | 5       | ausgeschieden | ausgeschieden | ausgeschieden | ausgeschieden | 36     |
| Park Hyung-joo  | 200 m Rücken        | 2:01,50 min  | 8       | ausgeschieden | ausgeschieden | ausgeschieden | ausgeschieden | 32     |
| Jung Won-yong   | 200 m Lagen         | 2:03,33 min  | 1       | ausgeschieden | ausgeschieden | ausgeschieden | ausgeschieden | 32     |
| Jung Won-yong   | 400 m Lagen         | 4:23,12 min  | 5       | –             | –             | ausgeschieden | ausgeschieden | 28     |

### Segeln
Fleet Race
| Athleten                  | Wettbewerb      | Qualifikation | Qualifikation | Medal Race    | Medal Race    | Punkte | Rang |
| Athleten                  | Wettbewerb      | Punkte        | Rang          | Punkte        | Rang          | Punkte | Rang |
| ------------------------- | --------------- | ------------- | ------------- | ------------- | ------------- | ------ | ---- |
| Männer                    |                 |               |               |               |               |        |      |
| Lee Tae-hoon              | Windsurfen RS:X | 170           | 15            | ausgeschieden | ausgeschieden | 170    | 15   |
| Ha Jee-min                | Laser           | 238           | 24            | ausgeschieden | ausgeschieden | 238    | 24   |
| Cho Sung-min Park Gun-woo | 470er           | 194           | 22            | ausgeschieden | ausgeschieden | 194    | 22   |

### Synchronschwimmen
| Athletinnen                | Wettbewerb | Qualifikation     | Qualifikation     | Qualifikation  | Qualifikation  | Qualifikation | Qualifikation | Finale         | Finale         | Finale           | Finale           |
| Athletinnen                | Wettbewerb | Technische Kür TK | Technische Kür TK | Freie Kür FK-Q | Freie Kür FK-Q | Gesamt        | Gesamt        | Freie Kür FK-F | Freie Kür FK-F | Gesamt TK + FK-F | Gesamt TK + FK-F |
| Athletinnen                | Wettbewerb | Punkte            | Rang              | Punkte         | Rang           | Punkte        | Rang          | Punkte         | Rang           | Punkte           | Rang             |
| -------------------------- | ---------- | ----------------- | ----------------- | -------------- | -------------- | ------------- | ------------- | -------------- | -------------- | ---------------- | ---------------- |
| Frauen                     |            |                   |                   |                |                |               |               |                |                |                  |                  |
| Park Hyun-ha Park Hyun-sun | Duett      | 86,700            | 13                | 87,460         | 12             | 174,160       | 12            | 87,250         | 12             | 173,950          | 12               |

### Taekwondo
| Athleten         | Wettbewerb        | Achtelfinale          | Achtelfinale | Viertelfinale        | Viertelfinale | Halbfinale        | Halbfinale    | Hoffnungsrunde Halbfinale | Hoffnungsrunde Halbfinale | Hoffnungsrunde Finale     | Hoffnungsrunde Finale | Finale                | Finale        | Rang          |
| Athleten         | Wettbewerb        | Gegner                | Ergebnis     | Gegner               | Ergebnis      | Gegner            | Ergebnis      | Gegner                    | Ergebnis                  | Gegner                    | Ergebnis              | Gegner                | Ergebnis      | Rang          |
| ---------------- | ----------------- | --------------------- | ------------ | -------------------- | ------------- | ----------------- | ------------- | ------------------------- | ------------------------- | ------------------------- | --------------------- | --------------------- | ------------- | ------------- |
| Frauen           |                   |                       |              |                      |               |                   |               |                           |                           |                           |                       |                       |               |               |
| Hwang Kyung-seon | Klasse bis 67 kg  | Ruth Gbagbi           | 4-1          | Helena Fromm         | 8-4           | Franka Anić       | 7-0           | -                         | -                         | -                         | -                     | Nur Tatar             | 12:5          | Gold          |
| Lee In-jong      | Klasse über 67 kg | Natalia Falavigna     | 13-9         | Anne-Caroline Graffe | 4-7           | ausgeschieden     | ausgeschieden | Natalya Mamatova          | 8-1                       | Anastassija Baryschnikowa | 6-7                   | ausgeschieden         | ausgeschieden | 4             |
| Männer           |                   |                       |              |                      |               |                   |               |                           |                           |                           |                       |                       |               |               |
| Lee Dae-hoon     | Klasse bis 58 kg  | Pen-Ek Karaket        | 8-7          | Tamer Bayoumi        | 11-10         | Alexei Denissenko | 7-6           | -                         | -                         | -                         | -                     | Joel Gonzalez Bonilla | 8-17          | Silber        |
| Cha Dong-min     | Klasse über 80 kg | Ivan Konrad Trajkovic | 9-4          | Bahri Tanrıkulu      | 1-4           | ausgeschieden     | ausgeschieden | ausgeschieden             | ausgeschieden             | ausgeschieden             | ausgeschieden         | ausgeschieden         | ausgeschieden | ausgeschieden |

### Tischtennis
| Athleten                                | Wettbewerb | 1. Runde  | 1. Runde | 2. Runde | 2. Runde | 3. Runde       | 3. Runde | 4. Runde        | 4. Runde      | Viertelfinale | Viertelfinale | Halbfinale          | Halbfinale    | Finale                    | Finale        | Rang          |
| Athleten                                | Wettbewerb | Gegner    | Ergebnis | Gegner   | Ergebnis | Gegner         | Ergebnis | Gegner          | Ergebnis      | Gegner        | Ergebnis      | Gegner              | Ergebnis      | Gegner                    | Ergebnis      | Rang          |
| --------------------------------------- | ---------- | --------- | -------- | -------- | -------- | -------------- | -------- | --------------- | ------------- | ------------- | ------------- | ------------------- | ------------- | ------------------------- | ------------- | ------------- |
| Frauen                                  |            |           |          |          |          |                |          |                 |               |               |               |                     |               |                           |               |               |
| Kim Kyung-ah                            | Einzel     | Freilos   | Freilos  | Freilos  | Freilos  | Liu Jia        | 4-1      | Shen Yanfei     | 4-1           | Feng Tianwei  | 2-4           | ausgeschieden       | ausgeschieden | ausgeschieden             | ausgeschieden | ausgeschieden |
| Park Mi-young                           | Einzel     | Freilos   | Freilos  | Freilos  | Freilos  | Georgina Póta  | 4-1      | Li Xiaoxia      | 1-4           | ausgeschieden | ausgeschieden | ausgeschieden       | ausgeschieden | ausgeschieden             | ausgeschieden | ausgeschieden |
| Kim Kyung-ah Park Mi-young Seok Ha-jung | Mannschaft | Brasilien | 3-0      | –        | –        | –              | –        | –               | –             | Hongkong      | 3-0           | Volksrepublik China | 0-3           | Spiel um Platz 3 Singapur | 0-3           | 4             |
| Männer                                  |            |           |          |          |          |                |          |                 |               |               |               |                     |               |                           |               |               |
| Joo Se-hyuk                             | Einzel     | Freilos   | Freilos  | Freilos  | Freilos  | Kim Hyok-bong  | 2-4      | ausgeschieden   | ausgeschieden | ausgeschieden | ausgeschieden | ausgeschieden       | ausgeschieden | ausgeschieden             | ausgeschieden | ausgeschieden |
| Oh Sang-eun                             | Einzel     | Freilos   | Freilos  | Freilos  | Freilos  | Marcos Freitas | 4-0      | Seiya Kishikawa | 1-4           | ausgeschieden | ausgeschieden | ausgeschieden       | ausgeschieden | ausgeschieden             | ausgeschieden | ausgeschieden |
| Joo Se-hyuk Oh Sang-eun Ryu Seung-min   | Mannschaft | Nordkorea | 3-1      | –        | –        | –              | –        | –               | –             | Portugal      | 3-2           | Hongkong            | 3-0           | Volksrepublik China       | 0-3           | Silber        |

### Triathlon
| Athleten   | Wettbewerb | Zeit      | Rang |
| ---------- | ---------- | --------- | ---- |
| Männer     |            |           |      |
| Heo Min-ho | Einzel     | 1:54:30 h | 54   |

### Turnen
| Athleten                                                         | Wettbewerb           | Qualifikation | Qualifikation | Finale        | Finale        | Rang          |
| Athleten                                                         | Wettbewerb           | Punkte        | Rang          | Punkte        | Rang          | Rang          |
| ---------------------------------------------------------------- | -------------------- | ------------- | ------------- | ------------- | ------------- | ------------- |
| Frauen                                                           |                      |               |               |               |               |               |
| Heo Seon-mi                                                      | Mehrkampf Einzel     | 50,599        | 48            | ausgeschieden | ausgeschieden | ausgeschieden |
| Männer                                                           |                      |               |               |               |               |               |
| Kim Soo-myun                                                     | Mehrkampf Einzel     | 86,331        | 23            | 85,773        | 20            | 20            |
| Yang Hak-seon                                                    | Sprung               | 16,333        | 2             | 16,533        | 1             | Gold          |
| Kim Ji-hoon                                                      | Reck                 | 15,500        | 8             | 15,133        | 8             | 8             |
| Kim Hee-hoon Kim Ji-hoon Kim Seung-il Kim Soo-myun Yang Hak-seon | Mehrkampf Mannschaft | 255,327       | 12            | ausgeschieden | ausgeschieden | ausgeschieden |

### Volleyball

#### Hallenvolleyball
| Wettbewerb    | Frauen |
| ------------- | --- |
| Athleten      | Ha Joon-eem Han Song-yi Han Yoo-mi Hwang Youn-joo Jung Dae-young Kim Hae-ran Kim Hee-jin Kim Sa-nee Kim Yeon-koung Lee Sook-ja Lim Hyo-sook Yang Hyo-jin |
| Trainer       | Kim Hyung-sil |
| Gruppenphase  | USA (1:3) Serbien (3:1) Brasilien (3:0) Türkei (2:3) Volksrepublik China (2:3)                                                                           |
| Viertelfinale | Italien (3:1) |
| Halbfinale    | USA (0:3) |
| Finale        | Spiel um Platz 3 Japan (0:3) |
| Platzierung   | 4 |

### Wasserspringen
| Athleten   | Wettbewerb        | Vorkampf | Vorkampf | Halbfinale    | Halbfinale    | Finale        | Finale        | Rang |
| Athleten   | Wettbewerb        | Punkte   | Rang     | Punkte        | Rang          | Punkte        | Rang          | Rang |
| ---------- | ----------------- | -------- | -------- | ------------- | ------------- | ------------- | ------------- | ---- |
| Frauen     |                   |          |          |               |               |               |               |      |
| Kim Su-ji  | Turmspringen 10 m | 215,75   | 26       | ausgeschieden | ausgeschieden | ausgeschieden | ausgeschieden | 26   |
| Männer     |                   |          |          |               |               |               |               |      |
| Park Ji-ho | Turmspringen 10 m | 370,50   | 26       | ausgeschieden | ausgeschieden | ausgeschieden | ausgeschieden | 26   |